# Eduardo Kaunitz de Holmberg
O barão Eduardo de Holmberg, nascido Eduard Ladislaus Kaunitz von Holmberg, Barão de Holmberg (1778 – Buenos Aires, 24 de outubro de 1853) foi um botânico amador e militar austríaco-argentino, que combateu na Guerra de Independência Argentina.
Seu neto, Eduardo Ladislao Holmberg, foi um dos maiores naturalistas da Argentina.